# Psittacanthus cordiae
Psittacanthus cordiae là một loài thực vật có hoa trong họ Loranthaceae. Loài này được Krause miêu tả khoa học đầu tiên năm 1922.